# Mankato
Mankato je město v americkém státě Minnesota v Blue Earth, Nicollet a Le Sueur County, přičemž je sídlem Blue Earth County. V roce 2010 zde žilo 39 309 obyvatel.
Město se nachází uvnitř velkého meandru řeky Minnesota u jejího soutoku s řekou Blue Earth. Na druhém břehu řeky Minnesota se nachází North Mankato. Je to páté největší město v Minnesotě, které leží mimo konurbaci Minneapolis–Saint Paul.